# Réservoir du Grand-Large
Pour les articles homonymes, voir Grand Large.
Le réservoir du Grand-Large, communément appelé Le Grand Large, est un lac artificiel le long du canal de Jonage, lac partagé entre les communes françaises de Décines-Charpieu et de Meyzieu, dans l'Est lyonnais.

## Présentation
Le canal de Jonage a été construit grâce à une digue à flanc de collines.
À proximité de Décines-Charpieu et Meyzieu, la digue s'écarte de la colline pour créer le Réservoir du Grand-Large qui se compose d'une grande réserve d'eau pour la centrale hydroélectrique de Cusset à Villeurbanne.
La Société lyonnaise des forces motrices du Rhône a été constituée à l'occasion d'une demande de concession accordée le 9 juillet 1892 pour le canal de Jonage, long de 19 kilomètres, qui alimente la centrale hydroélectrique de Cusset. Entre 1892 et 1899, la vocation du Rhône amont se modofia au profit de la production électrique : on creusa le canal de Jonage avec le Grand Large, côté Vaulx-en-Velin, pour alimenter en eau l'usine de Cusset, qui était alors la plus puissante centrale hydro-électrique d'Europe, on construisit la digue insubmersible qu'emprunte le boulevard Laurent Bonnevay.
Le canal de Jonage, mis en service en 1897, est le prototype d'aménagement hydro-électrique du Rhône dont le modèle sera repris en aval de Lyon, en tenant compte du triple impératif : production d'électricité, navigation et régulation du fleuve.
Sa profondeur moyenne est de 1.6m avec 3.7m au maximum.

## Galerie

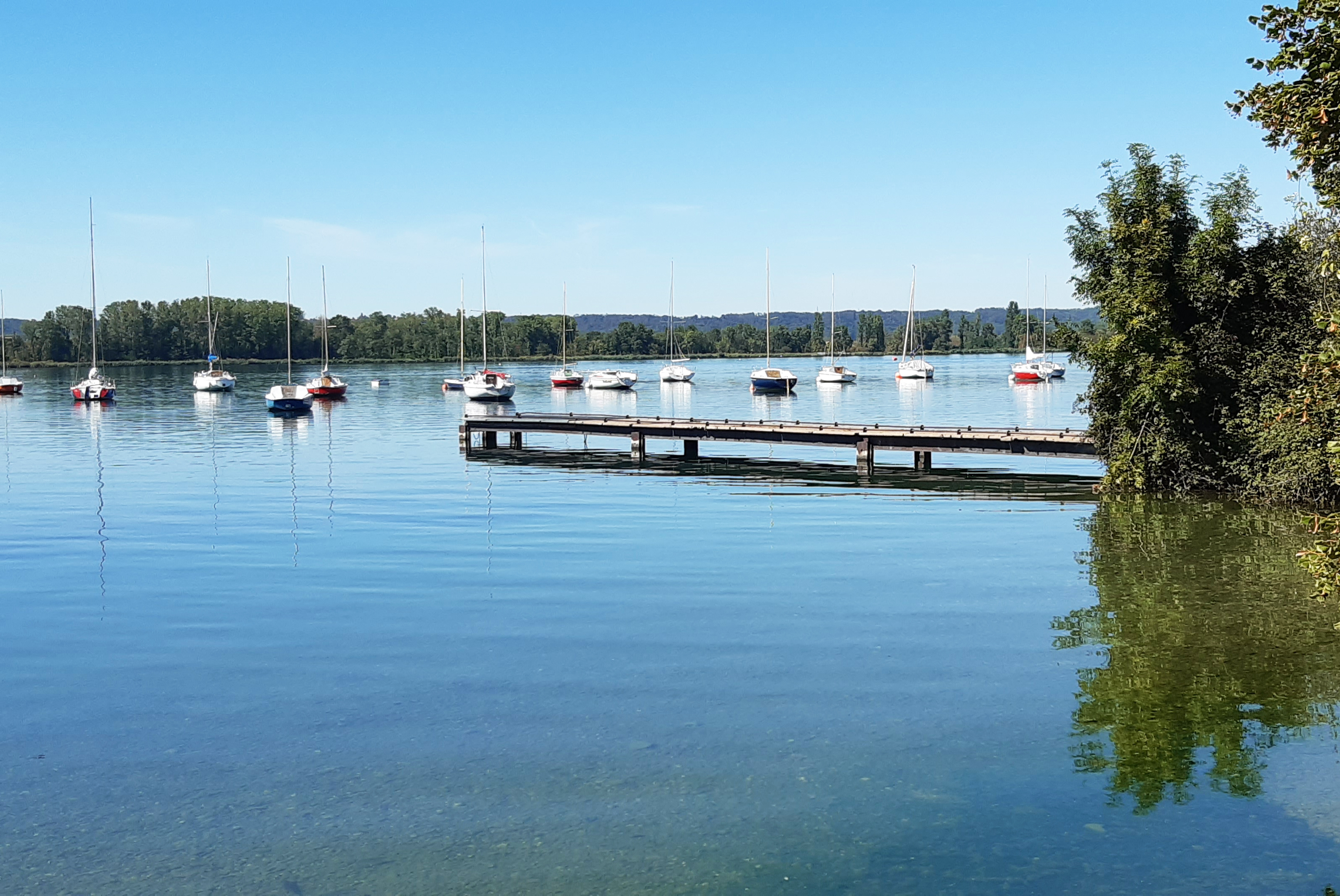
Le Grand Large au niveau de la commune de Meyzieu.
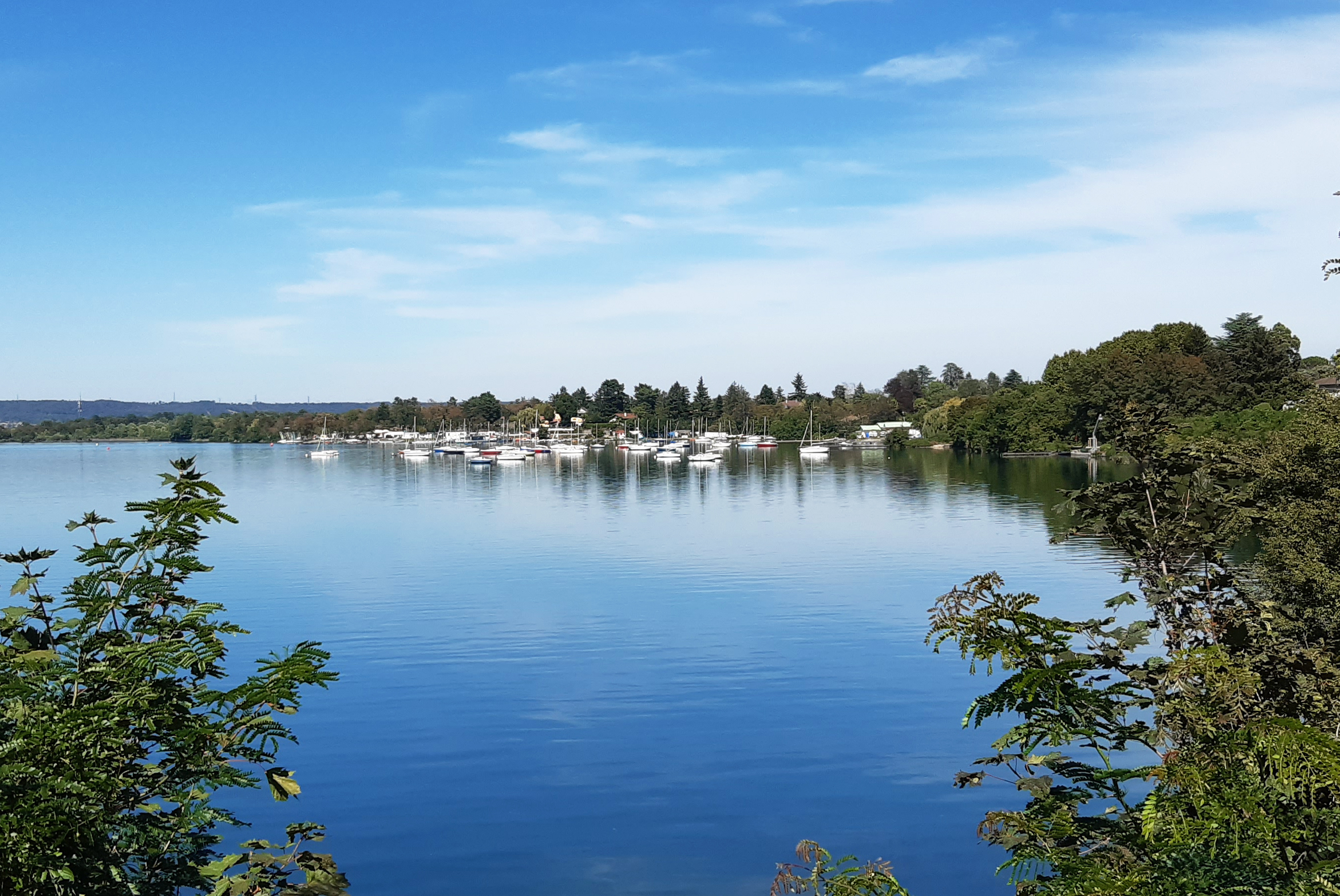
Un port de voiliers vu depuis la côte de Décines.
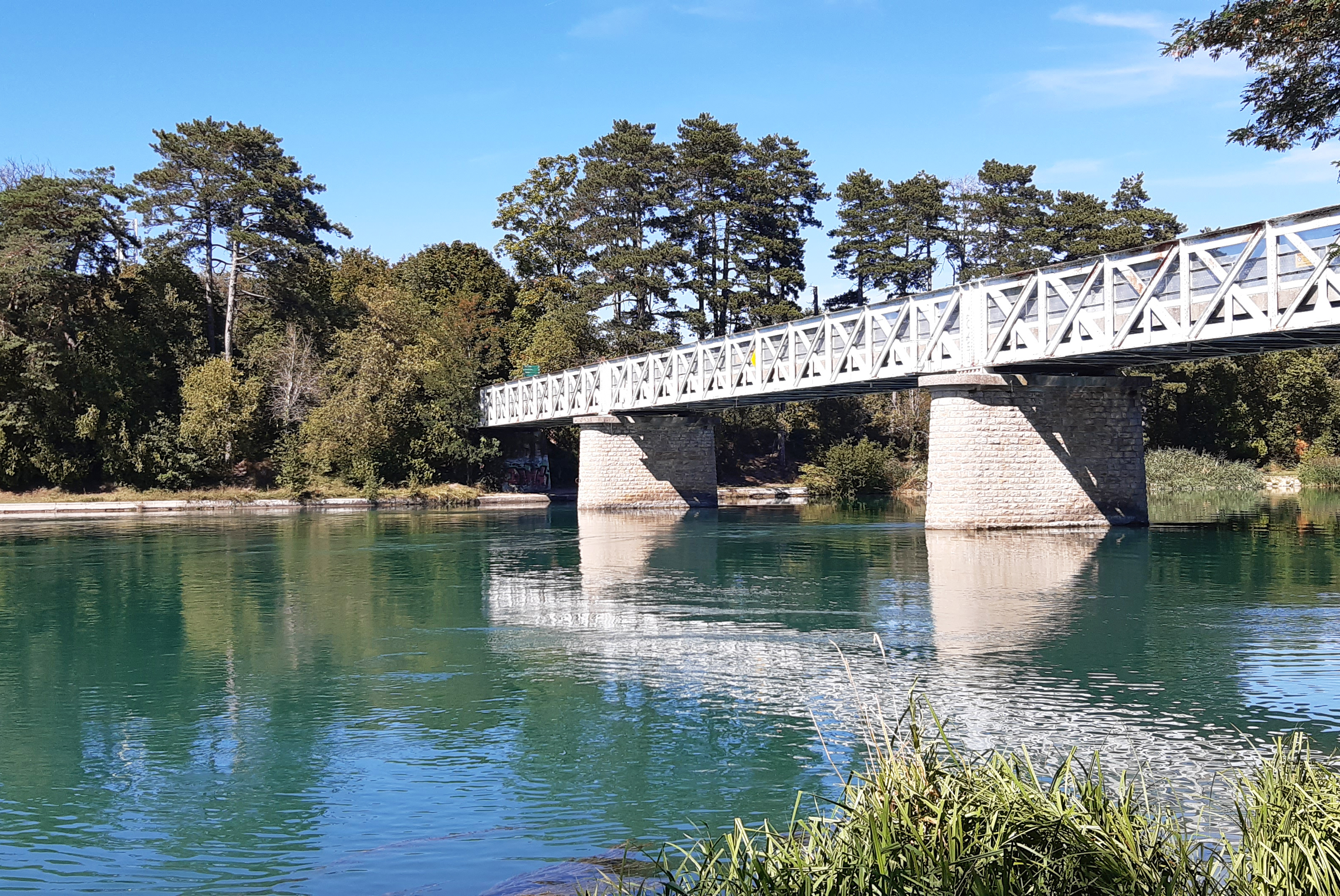
Le pont d'Herbens qui délimite le canal de Jonage en amont et marque l'entrée sur le Grand Large.
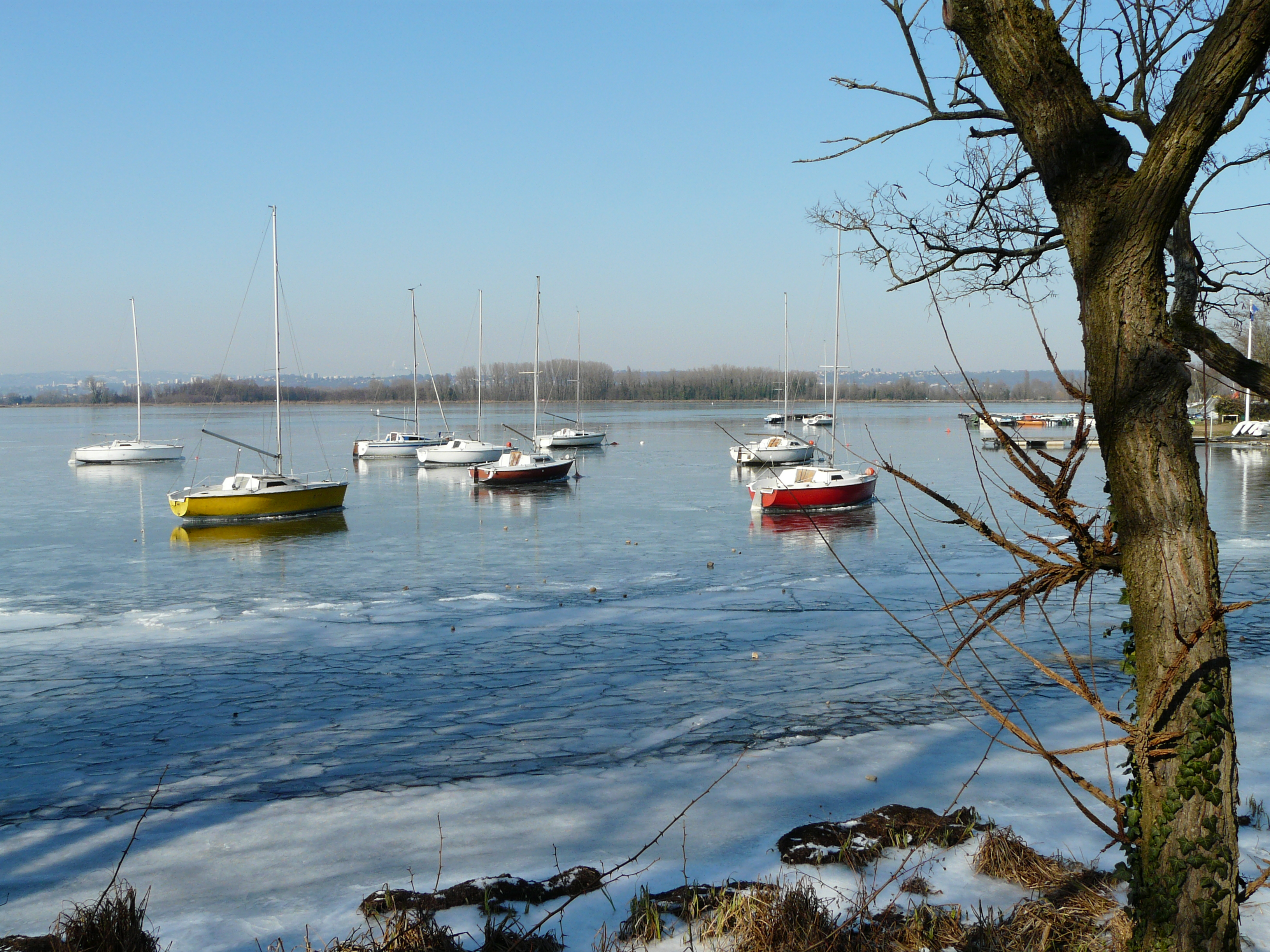
Le Grand Large gelé en hiver.
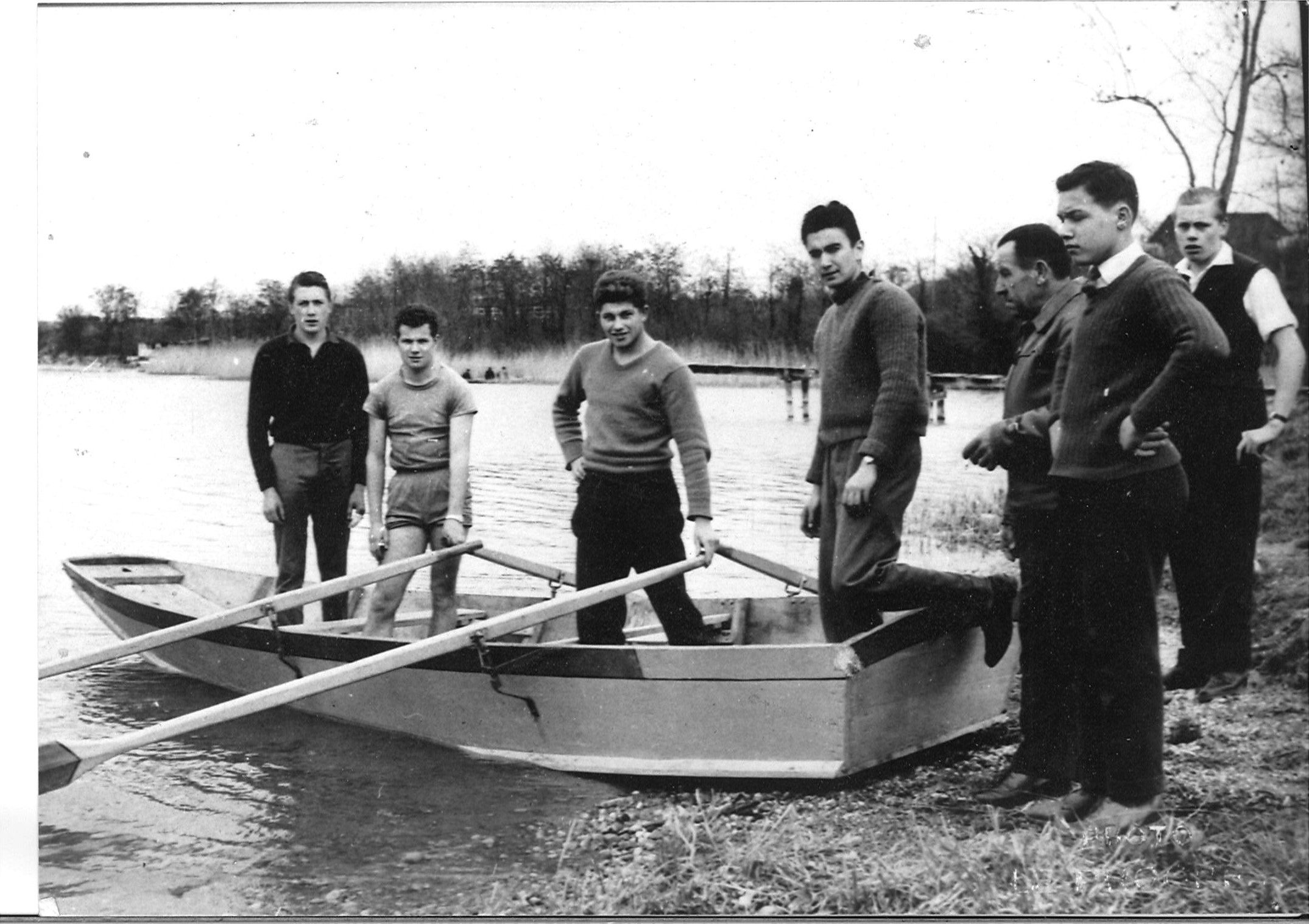
Des rameurs posent devant des barques du Club Aviron Majolan en 1958.